# Khaybullinsky (huyện)
Huyện Khaybullinsky (tiếng Nga: ? райо́н) là một huyện hành chính tự quản (raion), của Bashkortostan, Nga. Huyện có diện tích 3920 km², dân số thời điểm ngày 1 tháng 1 năm 2000 là 32200 người. Trung tâm của huyện đóng ở Buribay.